# Silvicultura en Chile

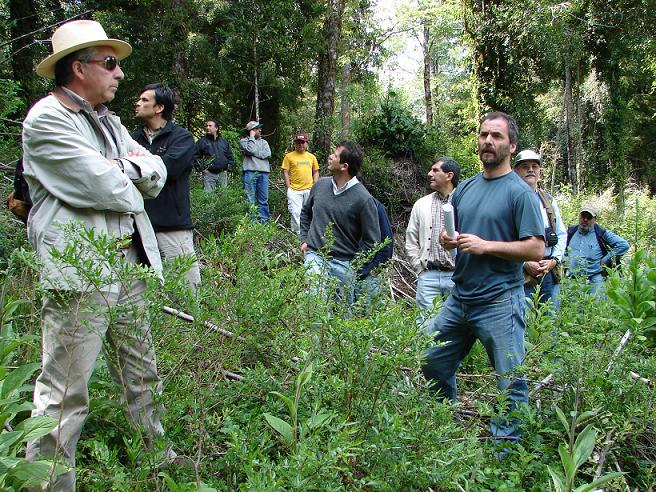
Ingenieros forestales de la Universidad Austral de Chile en los bosques de San Pablo de Tregua

La silvicultura es uno de los principales sectores económicos de Chile, representando el 14% del valor de las exportaciones totales del país. Esto coloca al sector forestal en Chile como el segundo mayor sector exportador tras la minería del cobre. De 1970 a 2005, la superficie de plantaciones forestales en Chile creció de 300.000 ha a más de 2,07 millones de ha. Hacia el año 2006, el 70% de la producción forestal de Chile se destinó a la exportación y la industria empleó a más de 150.000 trabajadores. El gran impulso que tubo es establecimiento de plantaciones forestales a partir de la década de 1970 fue inicialmente una respuesta a la severa erosión del suelo que afectaba a gran parte del país en esos tiempos. Hubo un amplio apoyo a las plantaciones cuando se implementaron por primera vez, pero ya en la década de 1980 había surgido una crítica conservacionista que exponía los efectos adversos de las plantaciones en ciertas especies de plantas y animales, en la biodiversidad y en los recursos hídricos. En muchos casos, el establecimiento de plantaciones no significó la reforestación, sino que el reemplazo del bosque nativo.
Algunas empresas forestales han sido acusadas de contribuir al desplazamiento de comunidades indígenas mapuche en la zona de Cañete y Tirúa. El crecimiento del sector forestal desde la década de 1980 es consecuencia del crecimiento de la economía chilena orientada a la exportación. Los críticos argumentan que ha creado una economía de enclave.
La silvicultura en Chile se practica principalmente en la mitad sur del país donde el clima mediterráneo y templado ofrece condiciones favorables. Las áreas forestales en el sur y centro de Chile se distribuyen principalmente en la Cordillera de la Costa y el piedemonte y valles andinos, dejando la mayor parte del Valle Central chileno para otras actividades económicas, principalmente ganadería y agricultura.  Al sur del canal de Chacao y el estuario de Reloncaví, la silvicultura es más limitada debido a las condiciones secas en las porciones transandinas de Chile, el escaso desarrollo de infraestructura y la existencia de grandes áreas protegidas como reservas, parques nacionales y parques privados. 